# Спиридон
Спиридо́н (греч. Σπυρίδων) — мужское имя греческого происхождения. 
Имя пришло на Русь вместе с христианством. Обрусевшие формы этого имени — Свирид, Спиридоний, Спирид.

## Известные по имени
- Спиридон (?—1249) — архиепископ Новгородский и Псковский.
- Спиридон (XV век) — митрополит Киевский, Галицкий и всея Руси (1475—1481).
- Спиридон (1839—1921) — патриарх Антиохийский и всего Востока.
- Спиридон (1873—1956) — предстоятель Элладской православной церкви.

- Спиридон Просфорник — святой (преподобный) Русской православной церкви, «просфорник» печерский XII века.
- Спиридон Тримифунтский (ок. 270—348) — епископ, христианский святой, почитается в лике святителей как чудотворец.

- Спиридон (Абуладзе) (род. 1950) — архиерей Грузинской православной церкви, архиепископ Схалтский .
- Спиридон (Головастов) (род. 1975) ― архиерей Украинской православной церкви (Московского патриархата), епископ Добропольский, викарий Киевской митрополии.
- Спиридон (Грицианов) (1800—1855) — архимандрит Русской православной церкви, настоятель Мирожского и Саратовского Преображенского монастырей.
- Спиридон (Кисляков) (1875—1930) — архимандрит Русской православной церкви.
- Спиридон (Литвинович) (1810—1869) — архиерей Украинской греко-католической церкви.
- Спиридон (Милиотис) (1941—2013) — архиерей Александрийской православной церкви, титулярный епископ Канопский.
- Спиридон (Папагеоргиу) (род. 1944) — архиерей Константинопольской православной церкви, архиепископ Американский.
- Спиридон (Потёмкин) (?—1664) — защитник раскола, старообрядческий писатель, архимандрит Покровского монастыря в Москве.
- Спиридон (Романов) (род. 1980) ― архиерей Украинской православной церкви (Московского патриархата), архиепископ Вишневский, викарий Киевской епархии
- Спиридон (Трантеллис) (1926—2009) — архиерей Элладской православной церкви, митрополит Лангадасский.

## Прочее
- Спиридон (значения)